# 1102-es mellékút (Magyarország)
Az 1102-es mellékút egy négyszámjegyű mellékút Pest vármegyében, a budai agglomerációban, Budakeszit köti össze Zsámbékkal. A két város között áthalad Páty központján is, illetve egy szakaszon közvetlenül az út mentén húzódik Tök községhatára is.

## Nyomvonala
Budakeszi központjának délnyugati részén ágazik ki a 8102-es útból, annak 14+500-as kilométerszelvénye közelében. Nyugat-délnyugati irányban indul, nagyjából a 8102-es által addig követett irányban, Pátyi út néven, és mintegy 700 méter után hagyja el a település utolsó házait. Több kilométeren át erdős területek között húzódik, közben, a 4+150-es kilométerszelvénye táján átlépi Páty határát. A település üdülőterületének első házait az ötödik kilométerénél éri el, ott már északnyugat felé haladva.
Pátyon ismét nyugati irányt vesz, ezen a szakaszán a Somogyi Béla utca nevet viseli, a településközpont keleti széléig, nagyjából a 7+400-as kilométerszelvényig: ott áthalad a Füzes-patak fölött és kiágazik belőle északi irányban a 11 102-es út, Telki felé. A központban a települési neve Rákóczi Ferenc út, közben a 8. kilométere táján beletorkollik dél felől, Biatorbágy irányából a 81 106-os út, majdnem 5 kilométer megtétele után. A 9. kilométere közelében az előzőleg követett délnyugati irányból északnyugatnak fordul, és a 10. kilométere táján ki is lép a község házai közül.
Mintegy 10,7 kilométer megtétele után eléri Páty, Zsámbék és Tök hármashatárát, ettől kezdve a két utóbbi település határvonalát követi. A 12+150-es kilométerszelvénye közelében ágazik ki belőle északkelet felé egy bekötőút Tök Újmajor településrészére, de Tököt ennél jobban nem érinti, a község központi belterületével sincs közúti kapcsolata. 13,3 kilométer után pedig egy enyhe iránytöréshez ér, ami által a folytatása már teljesen zsámbéki területen halad. 15,3 kilométer után halad el a Békás-patak fölött, újabb egy kilométerrel arrébb pedig eléri Zsámbék első házait. A 102-es főútba torkollva ér véget, annak majdnem pontosan az ötödik kilométerénél, a 102-es itt egy éles iránytöréssel felveszi az 1102-es által addig követett irányt.
Teljes hossza, az országos közutak térképes nyilvántartását szolgáló kira.gov.hu adatbázisa szerint 16,812 kilométer.

## Települések az út mentén
- Budakeszi
- Páty
- (Tök)
- Zsámbék